# Khvádzsa Ahmad Abbász
Khvádzsa Ahmad Abbász (Panipat, Pandzsáb régió, 1914. június 7. – Mumbai, 1987. június 1.) indiai író, forgatókönyvíró, filmrendező.

## Életpályája
Irodalomtörténetből doktorált. Neve 1935 után regényei által vált ismertté. India művészi életének jelentős tényezője. Többedmagával megalapította a Haladó Írók Szövetségét. 1951-ben Kínát, 1954-1955 között Európát járta be. India egyik legkiválóbb filmszakembere volt. Kezdetben forgatókönyveket írt, s csak később tért át a filmrendezésre. Legismertebb műve a Ganga (1953). Radzs Kapur több produkciójának, így A csavargónak (1954) és a 420-as uraknak (1955) írója volt. Önálló vállalatot alapított; a Naya Sansar ma a legszámottevőbb indiai gyártócég.

## Filmjei
| - Dr. Kotnis története (1946) - Az élet vándorai (1946) (rendező és producer is) - A csavargó I-II. (1951) - 420-as urak I-II. (1955) - Jagte rahó (1955) - Utazás három tengeren I-II. (1957-1958) (rendező is) - Naya Sansar (1959) - Love in Goa (1983) | - Rahi (1953) - Naghma (1953) - Darwaza (1954) - Jawab (1955) - Mehfil (1957) - Hathkadi (1958) - Qatil (1960) - Flight to Assam (1961) - Pyar Ki Dastan (1961) - Gyarah Hazaar Ladkiyan (1962) - Roop Lekha (1962) - Maya Mahal (1963) - Teen Gharaney (1963) - Hamara Ghar (1964) - Tomorrow Shall Be Better (1965) - Aasman Mahal (1966) - Do Boond Pani (1972) - Mr. X. (1987) |

## Könyvei
- Outside India: The Adventures of a Roving Reporter (1939)
- An Indian looks at America (The Rampart library of good reading) (1943)
- An Indian looks at America (Thacker, Bombay, 1943)
- Tomorrow is ours! A novel of the India of Today (1943)
- "Let India fight for freedom" (1943)
- Defeat for death: A story without names (1944)
- "...and One Did Not Come Back!" (1944)
- A report to Gandhiji: A survey of Indian and world events during the 21 months of Gandhiji's incarceration (1944)
- Invitation to Immortality: a one-act play (1944)
- Not all Lies (1945)
- Blood and stones and other stories (1947)
- Rice and other stories (1947)
- Kashmir fights for freedom (1948)
- Cages of freedom and other stories (1952)
- China can make it: Eye-witness account of the amazing industrial progress in new China (1952)
- In the Image of Mao Tse-Tung (1953)
- Face To Face with Khrushchov (1960)
- Till We Reach the Stars. The Story of Yuri Gagarin (1961)
- The Black sun and Other stories (1963)
- Raat ki bahon mein (1965)
- Indira Gandhi; return of the red rose (1966)
- Divided heart (1968)
- When Night Falls (1968)
- The most beautiful woman in the world (1968)
- Salma aur Samundar (1969)
- Mera Naam Joker (1970)
- Maria (1971)
- Teen Pahiye (1971)
- Bobby (1973)
- Boy meets Girl (1973)
- That Woman: Her Seven Years in Power (1973)
- Jawaharlal Nehru: Portrait of an integrated Indian (1974)
- Distant dream (1975)
- The walls of glass (1977)
- Barrister-at-law: A play about the early life of Mahatma Gandhi (1977)
- Men and women: Specially selected long and short stories (1977)
- Mad, mad, mad world of Indian films (1977)
- I Am not an Island: An Experiment in Autobiography (1977)
- Four Friends (1977)
- 20 March 1977: a day like any other day (1978)
- Janata in a jam? (1978)
- The Naxalites (1979)
- Bread, beauty, and revolution: being a chronological selection from the Last pages, 1947 to 1981 (1982)
- The gun and other stories (1985)
- The Thirteenth Victim (1986)
- The World Is My Village: A Novel With An Index (1984)
- Bombay My Bombay: A Love Story of the City (1987)
- Indira Gandhi: The Last Post (1989)
- Defeat for death: a story without names (1994)
- How Films Are Made (1999)

## Fordítás
- Ez a szócikk részben vagy egészben  a   Khwaja Ahmad Abbas című angol Wikipédia-szócikk fordításán alapul.  Az eredeti cikk szerkesztőit annak laptörténete sorolja fel. Ez a jelzés csupán a megfogalmazás eredetét és a szerzői jogokat jelzi, nem szolgál a cikkben szereplő információk forrásmegjelöléseként.